# Zaraja
Zaraja (arab. زعرايا) – wieś w Syrii, w muhafazie Aleppo. W 2004 roku liczyła 1915 mieszkańców.